# Homestead Act

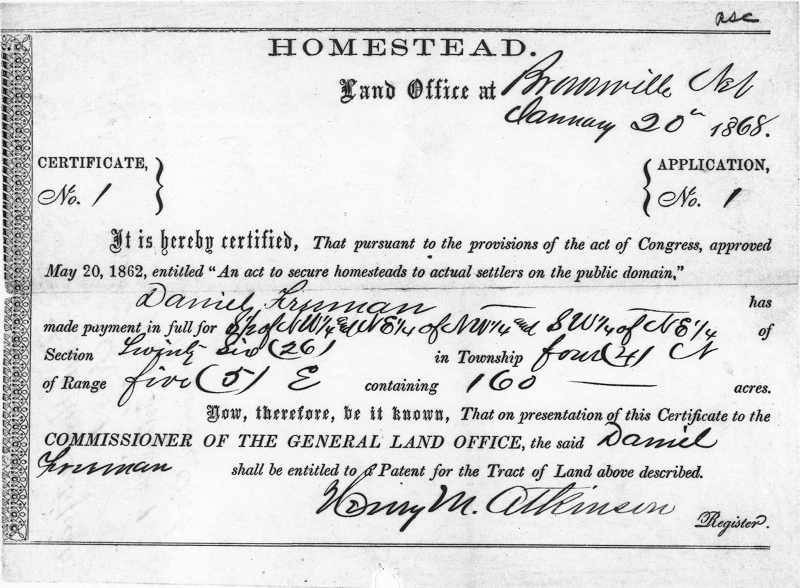
Verklaring van homestead

De Homestead Acts waren een serie van wetten van de Verenigde Staten. De eerste Homestead Act werd door president Abraham Lincoln getekend werd op 20 mei 1862. De wet hield in dat een hoofd van een huishouden een stuk land kon krijgen in het westen van het land, nu in het midden, ter hoogte van North Dakota, South Dakota en Nebraska. Dit stuk land, met een limiet van 65 hectare, kon voor een zeer lage prijs, of soms zelfs gratis, verkregen worden. De koper moest beloven om er ten minste 5 jaar te blijven wonen, de grond te onderhouden, het te ontwikkelen en om er een huis met een bepaalde minimum afmeting te bouwen.  
De Homestead Act speelde een belangrijke rol bij de verovering van het Wilde Westen (West-Amerika) en het steeds verleggen van de westelijke grens. De wet heeft miljoenen Europeanen aangemoedigd te emigreren naar de Verenigde Staten. 
Het bewerken van op deze wijze verkregen land was echter lang niet altijd succesvol. Men schat dat ongeveer de helft van de 'homesteaders' er niet in geslaagd is een bestaan op te bouwen van de opbrengsten van hun in eigendom verworven grond. Hiervoor zijn verschillende redenen aan te wijzen, waaronder het klimaat, tekort aan benodigde kennis of een gebrek aan middelen.
De wet is in 1986 vervangen door de Federal Land Policy and Management Act omdat de overheid greep wilde houden op controle en beheer van de resterende nationale gronden.